# 沙岗镇 (盖州市)
沙岗镇，是中华人民共和国辽宁省营口市盖州市下辖的一个乡镇级行政单位。

## 行政区划
沙岗镇下辖以下地区：
沙岗村、转山村、惠屯村、新兴村、小房身村、鸣珂岭村、上屯村、下屯村和田崴村。